# 星からの国際情報
星からの国際情報～大森実・ロス衛星中継～（ほしからの・こくさいじょうほう・おおもり・みのる・ロスえいせいちゅうけい）は、テレビ東京で1981年10月3日～1984年9月26日まで放送されていた情報・教養番組である。

## 概要
アメリカ合衆国在住（当時）の評論家・作家である大森実と、テレビ東京本社スタジオにいる評論家・大宅映子が国際衛星中継を結んで、世界の政治・経済の情勢について分析、解説を加えるという内容であった。

## 放送時間
放送時間はいずれもJST。
- 土曜日 23:40 - 24:10 （1981年10月3日 - 1982年9月25日）
- 日曜日 9:00 - 9:30 （1982年10月3日 - 1983年3月27日）
- 土曜日 23:00 - 23:30 （1983年4月2日 - 1984年3月31日）
- 水曜日 23:30 - 24:00 （1984年4月4日 - 1984年9月26日）